# Linđo
Linđo poznat i kao dubrovačka poskočica, najpopularniji je ples Dubrovnika i dubrovačke okolice.
Pleše se uz pratnju starinskoga glazbala iz južne Dalmacije lijerice (trostrunoga gudačkoga glazbala podrijetlom iz istočnoga Sredozemlja koje se je iz Grčke potkraj 18. i tijekom 19. stoljeća proširilo Jadranom, a danas je u živoj uporabi u Dubrovačkome primorju, Župi dubrovačkoj, Konavlima i na poluotoku Pelješcu, te na otocima Mljet i Lastovo), premda se je u prošlosti mogao izvoditi i uz pratnju mijeha (mišnice). Osim na dubrovačkom području, linđo se pleše i među Hrvatima u istočnoj hercegovini. Svirač koji sjedi naslanja lijericu na koljeno lijeve noge, gudalom povlači preko triju žica od kojih prebire samo po prvoj (kantinu), a punim stopalom desne noge snažno udara u ritmu svoje svirke te time daje takt plesačima. Ples je osobito zanimljiv zbog polimetrije između trodijelnoga metra plesnoga koraka i dvodijelnoga metra glazbene pratnje.
Pleše se u parovima raspoređenima uokolo svirača, a plesne naredbe u duhovitim, nerijetko i dvosmislenim stihovima glasnim povicima izvikuje kolovođa koji u oštrome tonu i ritmu određuje parove i promjene plesnih figura te bodri plesače koji se nadmeću u improvizacijama. Za taj su ples karakteristična ponavljanja nekih bitnih dijelova. To je kolo godine 1856. vidio Ivan Kukuljević Sakcinski iz čijega se opisa razabire da se je ono igralo isto kao i danas.
Kolo i poskočica linđo iz Župe dubrovačke izvodi se uz glazbenu pratnju lijerice, a kolom upravlja kolovođa po čijim se zapovijedima plešu raznolične figure. Plesači se okreću držeći se za ruke iznad glave, slažu se u parove, pa u dvije koncentrične kružnice itd.

## Podrijetlo imena Linđo
Iako je izvorni naziv plesa Dubrovačka poskočica, danas je poznatiji pod imenom Linđo, a taj je naziv dobio po nadimku svojega nekoć glasovitoga ljeričara Nikole Lale Linđa iz  Župe dubrovačke. Njegovi potomci i danas žive u Župi. Ta obitelj Lale, koja živi u mjestu Petrača i danas je "među ljudima" znana po nadimku Linđo.

## Povijesni zapisi
Citat iz knjige Josipa Berse - Dubrovačke slike i prilike (V poglavlje, str. 134). Bersa svedoči proslavi Sv. Vlaha negdje oko 1880.g. te kako nakon dnevne proslave:
"...sunce se spušta na zaranke. Na Brsaljama glazba još svira, gospoda sjede pred kafanom prkoseći zimskoj večeri; naokolo sve se razdragano kreće i užurba,veselo i vazda prisebno. Malo po malo varoš tone i razliva se u noć; mjesečevo srebrno snoplje prosiplje se po gradskim bedemima, na kojima se fantastično igra sa sjenama izbočenih tornjeva.
Vrijeme je, da se pođe u kazalište, gdje župska vrtoglava poskočica odmjenjuje bečki valcer i zadržani kadrilj. Na ivici prostorije sjedi Linđo, Župljanin, i udara u lijericu; to je pučki orkestar; lijericu podupire lijevom nogom, dok desnim poplatom lupa po ritmu o pod; udara s potpunim skladom kratak motiv. Pokadkad lijerica umukne, ali Linđo jednakim ritmom bije šakom o svoj strumenat: to mu je obična šala, a ko je nezna, taj misli, da je ples svršio; prevareni plesači stanu, sve se u njima napne, i sad bi se s Linđom iskali, da lijerica ne počne iznova udarati. Sad ko da plesači jedan drugoga hrabre, neka to življe igraju. Igranje unaokolo nastavlja se jednakim žarom; dok na kraju koje od neizbježiva umora, koje iz obzira na drugu čeljad, koja hoće da plešu salonske plesove, lijerica umukne. Sav taj iznemogli svijet, kojemu se niz obraze valjaju krupni grašci znoja, zavali se na stolice i klupe, da se odmara i da gleda, kako sada "fina čeljad" igraju. Fina čeljad su obično radnici, sluškilje, pučani uopće. Njihovo igranje ne zanima nikoga, sije njih same; stranci i gospoda, koji su u kazalište došli, kad su se siti nagledali Župljana i još više Župka, vraćaju se kući.
Time je svetkovina Sv. Vlaha svršena...".